# Brevet de technicien supérieur - Assurance
 (mai 2020).
Si vous disposez d'ouvrages ou d'articles de référence ou si vous connaissez des sites web de qualité traitant du thème abordé ici, merci de compléter l'article en donnant les références utiles à sa vérifiabilité et en les liant à la section « Notes et références ».
Le BTS assurance est une formation à niveau bac+2 (BTS) dans le domaine de l'assurance.Le BTS assurance est accessible à tous les baccalauréats. Les élèves proviennent principalement des filières STMG (62 % des admis), ES (22 %), L et S. 21,5 % des admis ont déjà étudié à la fac. Le taux de réussite à l’examen est de près de 40 % (69 % en formation initiale).

## Modes de formation
Il peut être passé en formation initiale sous statut scolaire ou en alternance.
En France, plus de 75 établissements proposent cette formation. Il s'agit le plus souvent de lycées publics ou privés.
Le BTS assurance peut également être passé en formation continue grâce à la validation des acquis professionnel.
Parmi les centres de formation susceptibles de former les salariés au BTS assurance.
Autre mode de formation de plus en plus en vogue, la formation par correspondance.
Une dizaine d'organismes de formations par correspondance proposent le BTS assurance parmi lequel le CNED.

## Objectifs
Le titulaire du BTS Assurance est appelé à exercer des activités à caractère commercial, technique et de gestion, de la souscription au règlement, en assurance de biens et de responsabilité ou en assurance de personnes, en relation avec tous types de clients.
Ces activités sont exercées dans des contextes de travail variés et évolutifs, en fonction de la taille et du mode organisationnel de l’entreprise.
Les activités du titulaire du diplôme s’inscrivent dans le respect des textes réglementant l’activité du secteur ainsi que des normes établies par l’entité qui l’emploie.

## Programme
La rentrée 2007 a connu un certain nombre de nouveautés aussi bien pour les professeurs que pour les étudiants eux-mêmes. En effet une réforme a eu lieu, cela correspond à une volonté des institutions professionnelles de mieux adapter la formation aux besoins du marché du travail dans le monde des assurances. Il devient ainsi un véritable atout pour les banques et les assureurs qui recherchent des commerciaux capables de vendre mais aussi d'orienter les clients.
Certaines matières ont été supprimés telle que l'assurance transport et d'autres ont été introduites telles que la Gestion de la relation client. De plus dans le cadre de la formation, les étudiants doivent effectuer 12 semaines de stage ainsi qu'une journée en entreprise.
Cette réforme produisant ses effets pour la rentrée 2007-2008, l’examen correspondant a eu lieu en mai 2009.

## Cours
Les cours dispensés en BTS Assurance suivent le Programme officiel de l'éducation nationale 
- Français (Culture Générale et Expression) (3 h)
- Langue vivante (3 h)
- Environnement Economique, Juridique et Managérial de l'Assurance (EEJMA) (4 h)
- Assurances de Biens et de Responsabilités (ABR) (7 h)
- Assurances de Personnes et de Produits Financiers (APPF) (5 h)
- Communication Gestion de la Relation Client (CGRC) (2 h)
- Projets Professionnels Appliqués (PPA) (3 h)
- Enseignement facultatif : Langue Vivante 2 (2 h).

## Unités constitutives
L'examen est divisé en six unités :
- U1 : Culture générale et expression,
- U2 : Langue vivante,
- U3 : Environnement économique, juridique et managérial de l'assurance,
- U4 : Communication et relation client,
- U5 : Techniques d'assurances de biens et de personnes,
- U6 : Conduite et présentation d'activité professionnelles.
- U facultative : Seconde langue vivante

## Examen
| Thème : | Oral   | Écrit |
| --- | ------ | ----- |
| Unités générales : |        |       |
| - Français - Culture générale et expression |        | 4 h   |
| - Langue vivante étrangère 1 (anglais) | 20 min | 2 h   |
| - Environnement économique, juridique et managérial de l’assurance                                                                                 |        | 4 h   |
| Unités professionnelles : |        |       |
| - Communication et gestion de la relation client                                                                                                   | 45 min |       |
| - Techniques d’assurance |        |       |
| o Assurances de biens |        | 4 h   |
| o Assurances de personnes |        | 4 h   |
| o CPAP (conduite et présentation d'activité professionnelle)                                                                                       | 30 min |       |
| Stage : |        |       |
| La durée normale du stage est de 12 semaines. Sous certaines conditions, la durée du stage peut être réduite (consultez-nous pour en savoir plus). |        |       |

## Perspectives d'avenir et débouchés
Agent général d’assurance, courtier, rédacteur en assurances, conseiller clientèle dans une banque ou une assurance, agent commercial, inspecteur, actuaire, expert en assurance, juriste.